# PLOS Pathogens
PLOS Pathogens, abgekürzt PLOS Pathog., ist eine wissenschaftliche Zeitschrift, die von der Public Library of Science veröffentlicht wird. Die erste Ausgabe erschien im September 2005, sie erscheint monatlich. Veröffentlicht werden Studien, die sich mit Pathogenen und der Interaktion mit dem Wirtsorganismus beschäftigen. Zu den Themen gehören u. a. angeborene und erworbene Verteidigungsmechanismen des Immunsystems, (neu) auftretende Pathogene, Pathogen-Zell-Biologie, Pathogenese, Prionen, rationale Impfstoffentwicklung und Virulenzfaktoren. Die Zeitschrift gewährt einen offenen Zugang zu allen Artikeln. Die Kosten für die Veröffentlichung tragen im Wesentlichen die Autoren.
Der Impact Factor lag im Jahr 2013 bei 8,057. Nach der Statistik des ISI Web of Knowledge wird das Journal mit diesem Impact Factor in der Kategorie Mikrobiologie an zehnter Stelle von 119 Zeitschriften, in der Kategorie Parasitologie an zweiter Stelle von 36 Zeitschriften und in der Kategorie Virologie an zweiter Stelle von 32 Zeitschriften geführt.
Chefherausgeberin ist Kasturi Haldar (University of Notre Dame, Notre Dame, Indiana, USA).